# Понтестура
Понтестура (итал. Pontestura) је насеље у Италији у округу Алесандрија, региону Пијемонт.
Према процени из 2011. у насељу је живело 832 становника. Насеље се налази на надморској висини од 142 м.

## Становништво
| 1931. | 1936. | 1951. | 1961. | 1971. | 1981. | 1991. | 2001. | 2011. |
| ----- | ----- | ----- | ----- | ----- | ----- | ----- | ----- | ----- |
| 3.464 | 3.209 | 2.877 | 2.429 | 2.007 | 1.757 | 1.639 | 1.558 | 1.508 |